# Histoire des juifs à Turobin
L'histoire des Juifs à Turobin commence avec la venue de quelques Juifs à Turobin dans le courant du XVe ou du XVIe siècles. Au début du XXe siècle, la communauté juive représentait 70 % de la population totale de la ville. Si ce pourcentage a légèrement diminué dans la première moitié du XXe siècle en raison d'une forte émigration vers les États-Unis, la communauté juive représentait encore plus de la moitié de la population au début de la Seconde Guerre mondiale. La communauté a été liquidée pendant la Shoah. Il n'y a actuellement plus de Juifs à Turobin.
Turobin est un village polonais de la gmina de Turobin dans le powiat de Biłgoraj de la voïvodie de Lublin dans l'est de la Pologne. Situé à 50 km au sud de Lublin, le village compte actuellement près de 1 000 habitants.

## Histoire de la communauté juive

### Les débuts de la communauté
Les premiers Juifs se sont installés à Turobin probablement aux environs de l'an 1420 ou, selon d'autres sources, plus tard, vers les années 1516-1530,. Selon des données datant de 1564, 60 familles juives y vivent. Mais dès le dernier quart du XVIe siècle, en raison de l'incorporation de Turobin à l'entail de la famille Zamoyski en 1600 et du développement économique rapide de la ville, l'implantation juive s'intensifie. La plupart des familles juives de Turobin vivent de l'artisanat et du commerce, dont, entre autres, le commerce de la fourrure et du cuir grâce auquel la ville acquiert une grande réputation.
En 1607, le représentant des Juifs de Turobin, Shimon, fils de David Oyerbach, participe pour la première fois à la réunion du Conseil des Quatre Pays.
La famille Zamoyski, en accordant de nombreux privilèges aux Juifs, tels que le droit d'acheter et de construire des maisons près de la place du marché, ainsi que le droit de faire du commerce dans la ville, encourage la population juive à s'installer dans tous les centres appartenant à l'entail. Le document de 1621 étend à Turobin et aux autres villes de la région les privilèges préalablement attribués aux Juifs de Zamość. Le texte ci-dessous est traduit du latin:  
« Au nom du Tout Puissant. Pour la mémoire éternelle. Moi, Zamoyski de Zamość, gouverneur de Kiov, staroste de Knyszyn, Goniądz, etc., j'écris à qui de droit. Quand j'ai décidé il y a quelques années d'établir une nouvelle ville nommée Tomaszów, j'ai vu l'expansion quotidienne de la ville. Pour réussir à développer le commerce, j'ai décidé d'autoriser l'installation des Juifs dans les autres villes sous mon autorité. En tant que résidents et citoyens de cette ville, je leur permets de construire des maisons pour loger leurs familles. Ces Juifs devront s'acquitter de leurs tâches financières et payer les mêmes taxes et redevances que les résidents chrétiens de la ville. Je leur permets de jouir de tous les droits et libertés accordés aux résidents de ma juridiction, y compris la conduite des affaires, l'importation et d'autres professions honnêtes nécessaires pour vivre. Je suis également d'accord qu'ils aient des droits égaux dans l'achat et la vente de produits de toutes sortes, toujours, que ce soit pendant les jours de marché hebdomadaire ou les foires annuelles. En relation avec ce permis, les résidents juifs actuels et futurs doivent me payer, à moi ou à mon successeur après 15 ans, une taxe payée par tous les juifs, deux florins par propriétaire et 1 florin pour les locataires, sans rapport avec les autres taxes civiles égales aux autres résidents chrétiens, à moi-même et mon successeur.
De plus, les juifs seront autorisés à pratiquer la médecine de la même manière que les médecins chrétiens, et comme les médecins chrétiens, les médecins juifs me paieront chacun, à moi et à mon successeur, 15 florins par an.
Si un conflit ou des réclamations surviennent entre Chrétiens et Juifs, ils doivent assister à l'arbitrage par un rabbin juif. Si le chrétien se sent lésé par le verdict du rabbin, il a le droit de s'adresser à mon représentant et, si nécessaire, à mon tribunal et à moi. En dehors de cela, les juifs peuvent assigner des chrétiens en justice pour toutes les questions, mais uniquement devant un tribunal civil municipal.
De plus, j'accorde aux Juifs susmentionnés le droit d'acheter des terrains à une certaine distance de l'église, dans le but d'y établir une synagogue, une résidence pour un rabbin, un chantre et un enseignant, et un abri pour les moins fortunés. Une fois ceux-ci construits, ils seront exonérés de diverses taxes et redevances imposées aux Juifs lors de la construction de leurs maisons. Cependant, je déclare qu'il est interdit aux Juifs d'acheter à des chrétiens ou de construire plus de 12 maisons sur la place du marché de la ville. Ce chiffre comprend les maisons existantes des Juifs. Quiconque enfreint cette instruction et construit une maison à cet endroit me paiera une amende. Les Juifs sont autorisés à construire autant de maisons qu'ils le souhaitent dans d'autres rues. De plus, je libère les Juifs du devoir de réparer les barrages construits près des faubourgs de la ville pour fortifier les lacs, ce que les résidents chrétiens sont obligés de faire. Les propriétaires juifs doivent payer 3 sous pour l'administration municipale et les loisirs.
En guise de validation, j'ai demandé que ce document soit scellé à la cire. Écrit à Zamość le 6 mai 1621. Zamoyski. »
Au début du XVIIe siècle, il existe ici une communauté juive indépendante et bien organisée, à laquelle est subordonnée, entre autres, la communauté juive de Żółkiewka jusqu'en 1775. Des représentants de la communauté de Turobin participent régulièrement aux sessions du Conseil des Quatre Pays, et les rabbins sont largement connus non seulement dans toute la république des Deux Nations, mais aussi à l'étranger. Au début du XVIIe siècle, Shimon Wolf Auerbach est le rabbin de Turobin et chef du tribunal rabbinique de la ville. Il représente la communauté juive de Turobin au Conseil des Quatre Pays de 1626/1627 (date hébraïque: 5387). Lui succèdent, entre autres, Shmuel Ber Naftali Kirsh (mort en 1632), Menachem Monisz Czajut, Yitzchok Ber Uri Shraga Fajwl (mort en 1673), Zechariah Mendel (mort en 1706) connu pour son livre Ba'er Hetev (Bien expliqué) sur les sections Yore Dea et Hoshen Mishpat du Choulhan Aroukh, Natan Nute Shapira (mort en 1762), Eleazar Lando (mort en 1794), Arie Yehuda Leibush Igra, Noah Shmuel Lipszyc, le premier rabbin hassidique de Turobin, et Eliahu Lando, qui occupa la fonction jusqu'en 1910. À la fin du XVIIIe siècle, Moshe Ben Pinkas, originaire de Turobin, est membre de la représentation juive à la Grande Diète polonaise qui s'est tenue de 1788 à 1792, participant aux délibérations sur la réforme des communautés juives en Pologne.
En 1648, Turobin subit l'invasion des cosaques dirigés par Bogdan Khmelnitski, qui brûlent la ville et assassinent une grande partie de ses habitants juifs. Le livre Yeven Mezulah, publié à Venise en 1653, de l'historien Nathan ben Moses Hannover, témoin des massacres, fait état des nombreuses victimes à Turobin et dans les villes et villages alentour:  
« Khmelnitski le terrible se déplaça avec son armée, beaucoup d'hommes comme le sable du rivage. Ils ont assiégé la ville de Zamość, une ville forte avec une enceinte double entourée d'un fossé rempli d'eau. Dès que les ennemis sont arrivés, les habitants ont incendié les maisons près de la muraille, afin que les ennemis ne puissent pas s'y cacher. L'ennemi a été empêché de s'approcher de la ville et des deux kilomètres aux alentours, et donc, pendant ce temps, ils ont ravagé toutes les villes environnantes et ont tué des centaines de Juifs à Tomaszów, Szczebrzeszyn, Turobin, Rybczewice, Tarnogród, Biłgoraj, Goraj, et Kraśnik. »
Meir ben Samuel of Shcherbreshin raconte les évènements dans son récit en prose Ẓok ha-Ittim (Souffrances du temps) publié à Cracovie en 1649:
« Pendant ce temps, environ deux mille soldats hostiles se sont rendus dans les communautés de Szczebrzeszyn et de Turobin. Des milliers de personnes ont été tuées à Szczebrzeszyn, un nombre indescriptible de notables juifs, martyrisés pour Dieu. Ils ont souillé des femmes et des jeunes filles qui ont crié à l'aide mais en vain. Leurs actes prouvent leurs intentions inchangées. Après les avoir molestées et n'étant plus excités par elles, ils ont jeté dehors leurs corps nus. Les rebelles ont atteint la synagogue et ont vu un homme juif qui s'y cachait. Ils l'ont pendu avec le talit et les tephillin qu'il portait. Ils ont recherché des survivants qui se cachaient et les ont assassinés en les torturant. Les chiens ont léché le sang des victimes, les morts ont été jetés en tas branlant. Des centaines de nourrissons ont été noyés dans du ciment. Des rouleaux et des livres saints ont été jetés dans les rues, déchirés en morceaux et traînés dans la boue, transformés en lieu de repos pour les porcs. Les fenêtres ont été réduites en miettes, les fours brisés. Ils l'ont fait à Turobin. Ils ont atteint Lublin et détruit une région de qualité. »
Cependant, la communauté se restaure assez rapidement en raison de sa proximité de la grande communauté juive de Lublin. Une synagogue est probablement construite vers 1657. En 1764, le gouvernement organise un recensement des Juifs, qui durera jusque dans les premiers mois de 1765. Le recensement est effectué au sujet de l'impôt individuel que les Juifs doivent payer, par opposition à la somme forfaitaire payée par la communauté auparavant. Les enfants de moins d'un an sont exonérés de la taxe et ne sont donc pas comptés. En 1765, la communauté Turobin et ses environs comptent officiellement 985 personnes. Turobin est alors une ville du district de Chelm. Cependant, le nombre réel de Juifs dans de nombreux endroits est supérieur à ce que le recensement donne. Comme le but du recensement est d'augmenter les impôts sur les Juifs, ceux-ci se sont s'efforcer dans la mesure du possible d'omettre certains membres de leur famille, surtout les enfants, plus faciles à dissimuler. On ne sait pas combien de non-juifs résident à Turobin à l'époque car la population non juive n'a pas été comptée. Les sources de l'époque, comme les mémoires du Ber de Bolechów (1723-1805), confirment la sous-déclaration des individus aux autorités municipales et nationales, notamment le nombre d'enfants.
À la fin du XVIIIe siècle, les Juifs de Turobin sont principalement engagés dans le petit commerce, louent des moulins, des brasseries, des auberges et des étangs, et fournissent des services financiers aux paysans et aux citadins.
En 1795, lors du troisième partage de la Pologne, la province de Lublin est annexée par l'Autriche. La vie des Juifs est changée, le gouvernement autrichien limitant le commerce des Juifs et imposant d'autres restrictions. Les Juifs ont l'obligation d'ajouter un nom polonais à leur nom juif.
Pendant la période napoléonienne, la province de Lublin, incluant Turobin, est conquise en 1809 par le prince Joseph-Antoine Poniatowski et incorporée au duché de Varsovie.

### la communauté sous la domination russe
Le Congrès de Vienne en 1815 élargit les frontières de la Russie européenne. Turobin est l'une des villes de la Pologne du Congrès dans laquelle la population juive est presque complètement séparée des chrétiens.
En 1815, sur les 126 familles juives habitant Turobin 75 vivent du commerce, 30 de l'artisanat, principalement dans la confection, quelques-unes de l'agriculture et de l'élevage, 5 tiennent des auberges et des tavernes. Vers la fin du XIXe siècle, des industries juives commencent à émerger à Turobin, notamment dans le traitement du cuir, et apparaissent aussi des ateliers de tissage dans des arrière-cours.
A la fin du XVIIIe siècle et au XIXe siècle, la communauté juive de Turobin subit les influences d'abord de la Haskala, le mouvement des Lumières juif, avec son centre à Zamość, et un peu plus tard du mouvement hassidique, un courant mystique du judaïsme. Pendant un certain temps, Israël Morgenstern, frère du célèbre Menahem Mendel de Kotzk, vit et travaille dans la ville. Dans la première moitié du XIXe siècle, Noah Shmuel Lipszyc, un élève de Yaakov Yitzhak Horowitz, le Hozeh de Lublin, est le rabbin de Turobin.
Au XIXe siècle, la communauté se développe rapidement en termes de démographie. En 1825 ou 1830, une nouvelle synagogue en briques est construite à Turobin, et un nouveau cimetière juif, situé en dehors des limites de la ville, est consacré. Au début du XXe siècle, la population juive de Turobin représente plus de 70 % de la population totale de la ville.
La fin du XIXe siècle et le début du XXe siècle voient l'émergence de nouveaux courants intellectuels et de mouvements sociopolitiques à Turobin, comme dans d'autres centres. Avant même la Première Guerre mondiale, des branches de divers groupes sionistes, une cellule du Bund socialiste et un certain nombre d'organisations socioculturelles influencées par les différentes factions politiques sont créées. En 1913, une bibliothèque publique juive est fondée dans la ville. En partie à cause des conditions économiques difficiles, avant la Première Guerre mondiale, se produit une grande vague d'émigration de Juifs de Turobin, notamment vers les États-Unis. Rien qu'en 1913, environ 300 Juifs quittent la ville pour l'étranger.
À la veille et pendant la Première Guerre mondiale, la ville connait un certain nombre d'incidents antisémites, aggravant la situation de nombreux habitants juifs de Turobin. La guerre entraîne d'importantes destructions dans la ville et l'appauvrissement de ses habitants, mais, d'autre part, les restrictions tsaristes antérieures limitant les activités politiques et culturelles de la communauté juive sont considérablement assouplies. Une soupe populaire pour les pauvres est ouverte à cette époque, offrant 200 repas gratuits par jour. Vers la fin de l'année 1918, après la libération de la ville de l'occupation autrichienne et allemande, de nouvelles violences et discours à l'encontre des Juifs ont lieu.

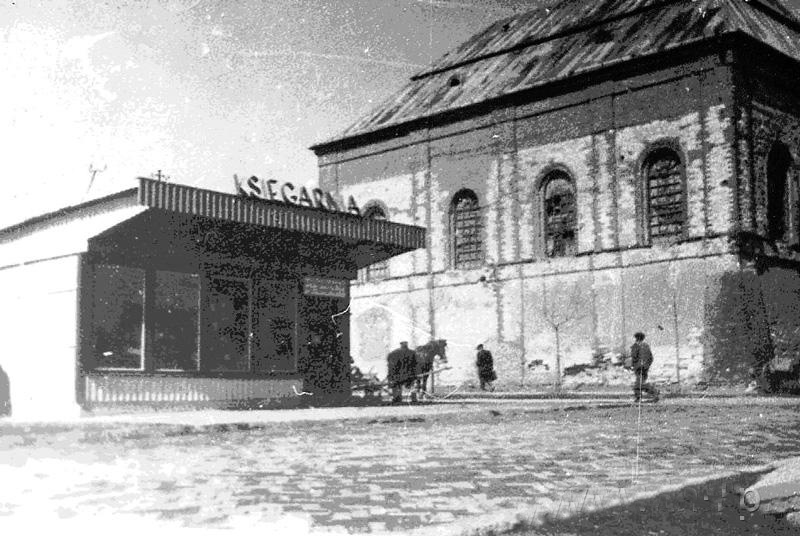
La synagogue de Turobin

### Dans l'entre-deux-guerres
Dans l'entre-deux-guerres, la communauté juive locale possède une synagogue en briques, reconstruite en 1926 après les dégâts causés par la Première Guerre mondiale, un mikvé en bois, un abattoir rituel et un cimetière juif avec une maison de prière (Shtiebel) . Avant la Première Guerre mondiale, une proportion importante de la population juive vit du commerce et des échanges. La ville compte également quatre moulins, une brasserie et une fabrique de lin, ainsi que des entreprises de négoce du bois appartenant à des entrepreneurs juifs. Bien qu'au début du XXe siècle, la population juive de Turobin constitue plus de 70 % des habitants, la Première Guerre mondiale, les conditions de vie difficiles de la période post-indépendance, la crise économique mondiale et un antisémitisme croissant, contribuent à une diminution progressive des effectifs de la communauté d'environ un tiers dans les années 1920 et 1930.

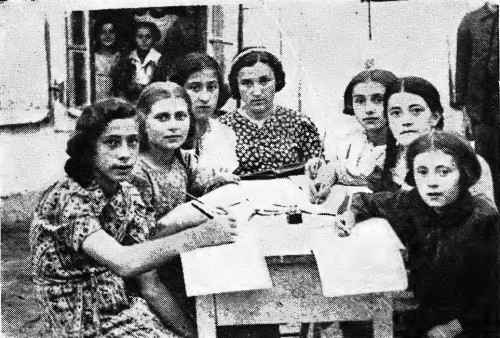
Jeunes filles de l'école Beit Yaakov

L'aggravation de la crise économique fait perdre à Turobin son ancienne position de centre commercial, entrainant une détérioration significative de la situation financière de nombreuses familles juives de la ville. Le fossé économique entre les familles riches, qui concentrent entre leurs mains l'essentiel du commerce et de l'industrie locale, et le groupe croissant de personnes sans travail permanent et ne survivant que grâce à l'aide de parents ayant émigrés à l'étranger et d'organisations d'aide juives, se creuse rapidement. Au début des années 1920, avec le soutien financier de l'organisation d'aide américaine le Joint, certains des Juifs de Turobin reprennent leurs activités économiques.
En 1924, avec l'aide financière de cette organisation, la Żydowski Bank Spółdzielczy (Banque coopérative juive) est créée, offrant des prêts à faible taux d'intérêt aux commerçants et aux artisans. Les fondateurs de la banque sont pour l'association des marchands: Shmelke Drimler; pour les artisans: Zissel Shuster. Shmelke est élu président, Avrohom Boimfeld trésorier, Yisroel Janower directeur financier et Avrohom Zweken secrétaire. En 1927, le Joint finance la création de la Funduszu Pożyczkowego Provident (Caisse de prêt "Provident"), qui compte environ 200 membres. Après la Première Guerre mondiale, la Société des artisans de Turobin est créée à l'initiative de Zissel Einwohner, cordonnier, de Nute Pelz, de Manis Fogel, tailleur, de Matisyahu Tzimerman, fabricant de guêtres, de Yakov Itche Einwohner, charpentier, d'Avrohom Fuks, chapelier, de Noson Pik et de Daniel Kreitman, fileur de cordes. Celle-ci ouvre sa propre banque qui accorde des prêts sans intérêt à ses membres.
Pendant l'entre-deux-guerres, la ville compte des organisations caritatives traditionnelles, telles que Bikur Cholim, qui s'occupe des malades, Linas Chacedek, qui apporte une aide aux pauvres et aux malades, et Hachnasat Orchim, qui veille à ce que les pauvres de passage soient hébergés et passent le shabbat correctement. Elles sont subventionnées, entre autres, par l'association des anciens résidents de Turobin fondée aux États-Unis en 1925.
Malgré l'aggravation de la crise économique et la pauvreté croissante, divers partis politiques et organisations juives menant des activités socioculturelles se développent de manière dynamique à Turobin pendant l'entre-deux-guerres. Les organisations sionistes fondées avant la Première Guerre mondiale sont actives à Turobin: il y a le Poale Zion gauchiste de tendance socialiste, l'organisation Mizrachi de sionistes religieux, les sionistes généraux et le groupe sioniste révisionniste dirigé par Lemel Katz, Yakov Yakobson, Simkha Eidelman, Moishe Grinberg et Khava Freiberg et comptant entre 60 et 70 membres, ainsi que le Bund socialiste non sioniste, qui compte de nombreux partisans parmi le prolétariat local, ainsi qu'une branche de l'Agudas Yisroel, fondée en 1922 par le rabbin Shmelke Drimler qui en devient président, par le rabbin Reb Zindel Rentner et par Velvel Liberboim, qui dirige l'école orthodoxe Bet Yaakov pour jeunes filles. Forte de 20 à 30 membres, elle établit une section jeune, la Tzeirei Agudas Yisroel (La jeunesse d'Agudas Yisroel), dirigée par Itche Meyer Drimler, Tzvi Kopf, Leibel Eidelman, et les frères Fintche et Hirsh Nei, et qui compte à peu près le même nombre de membres.
À partir de 1929, le groupe sioniste orthodoxe Poale Agudas Isroel opère dans la ville et dirige sa propre ferme de formation pour préparer les jeunes à l'émigration en Palestine. Dans les années 1920, Agudas Isroel orthodoxe est en concurrence avec les groupes sionistes pour l'influence au sein de la communauté locale. Bien qu'initialement les sionistes dominent les organes de gestion de la communauté juive, lors des élections de 1930, les partisans de l'Agudas Yisroel prennent le dessus.
Il existe plusieurs organisations de jeunesse à Turobin qui se réfèrent à l'idéologie sioniste, notamment Ha-Noar ha-Cijoni (Jeunesse sioniste), fondée en 1931 et He-Chaluc (Le pionnier). Cette dernière gère une ferme à partir de 1934, où une formation est dispensée aux jeunes sionistes ayant l'intention d'émigrer en Palestine et de travailler dans un kibboutz. Il existe également une organisation de jeunesse d'orientation sioniste-gauchiste, Ha-Shomer ha-Cair (Le jeune garde), qui s'occupe d'éduquer les jeunes et de les préparer à la vie dans les kibboutz. Enfin, des organisations socioculturelles juives sont actives à Turobin, notamment le Tarbut sioniste, qui existe ici depuis au moins 1925, et la Kultur Lige, fondée en 1928.

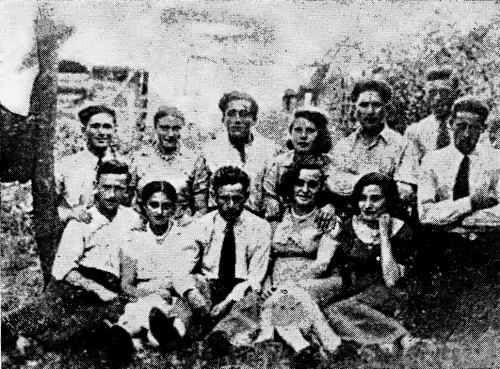
Membres du parti Bund
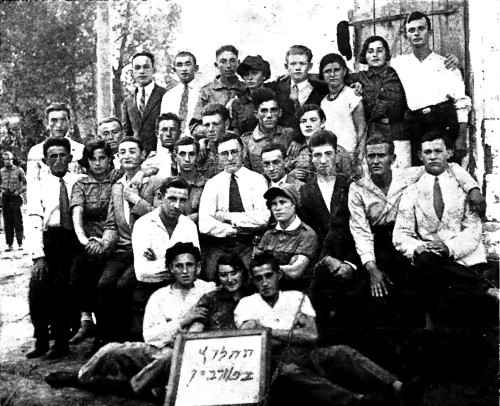
Membres du mouvement HeHalutz
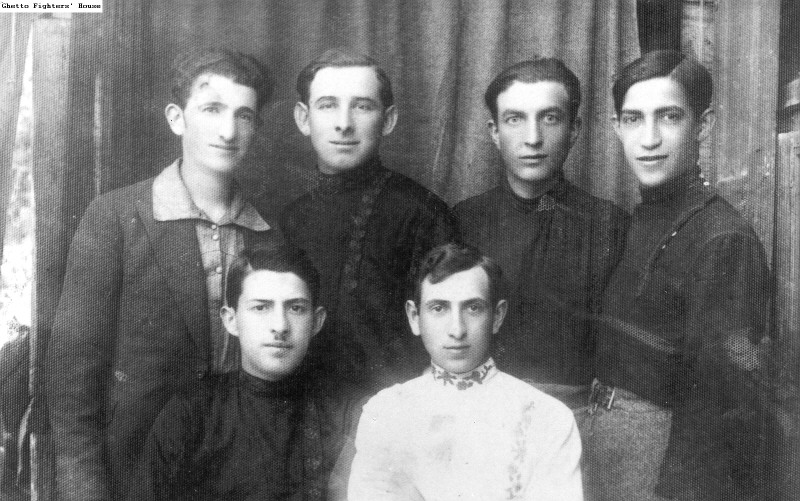
Membres d'HeHalutz ayant reçu leur certificat autorisant leur immigration en Palestine
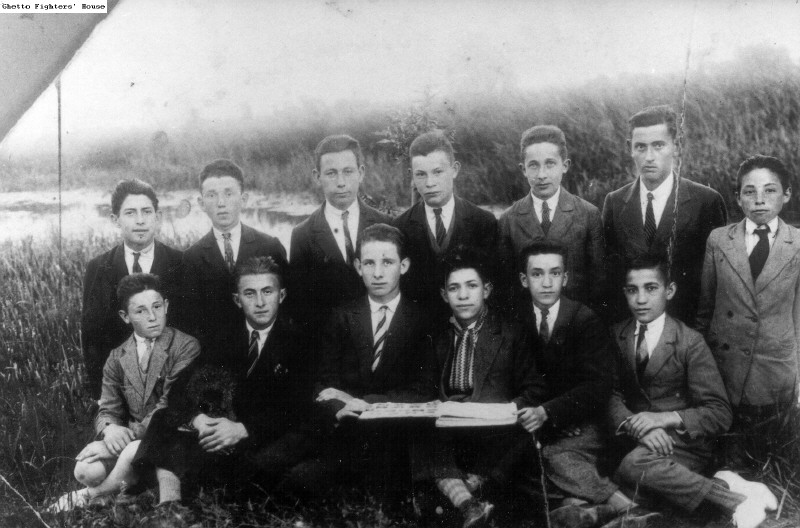
Membres d'HeHalutz responsables de la bibliothèque hébraïque Tarbut en 1930
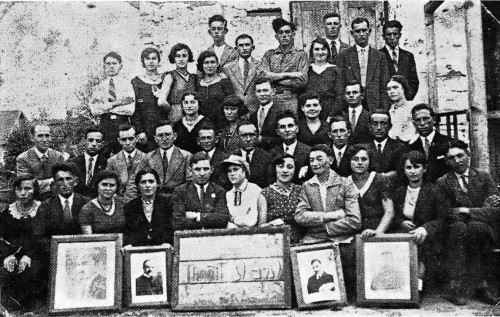
Personnes responsables de la bibliothèque Tarbut

En 1930, le rabbin de Turobin est Majer Mordka Wajsbrot, les shohetim (abatteurs rituels): Icek Cymberknopf et Wulf Luszczanowski et le shamash (bedeau): Mordka Lustigman.

### LaSeconde Guerre mondialeet la fin de la communauté
L'armée allemande occupe Turobin le 17 septembre 1939. Le 23 septembre, l'Armée rouge entre dans la ville, puis s'en retire 2 semaines plus tard conformément au Pacte germano-soviétique laissant la place libre à l'armée allemande. Un groupe d'une centaine de Juifs, principalement des jeunes hommes, s'enfuient vers l'est avec l'Armée rouge qui se replie à l'est de la rivière Bug. Avant même l'occupation définitive de la ville par les Allemands, de nombreuses attaques sont perpétrées par les Polonais contre les Juifs locaux de Turobin, accusés de communisme et d'avoir accueilli favorablement les bolcheviks.
Dès le début de l'occupation allemande, les Juifs, soumis à "l'obligation de travailler pour le Reich", sont employés dans des travaux de construction, mais leur situation, comparée à celle d'autres villes, est relativement bonne. Ils sont libres de se déplacer dans la ville, ainsi que d'en sortir sans aucune restriction et de se livrer à des activités commerciales, même avec les villages et villes voisines. À la fin de l'année 1939, environ 1 250 Juifs de Łódź, Kolo, Konin et Słupsk, ainsi que des villes environnantes de Frampol, Janów et Biłgoraj, arrivent à Turobin. Un peu plus tard, c'est environ 500 Juifs de Lublin qui arrivent en ville. Ils ont tous logés dans la synagogue et d'autres bâtiments publics.
Au début de l'année 1940, un Judenrat de dix membres est formé, dirigé par Shmuel Drymler avec comme adjoints : Avrohom Baumfeld ; Avrohom Zweken ; Yekhiel Kuper ; Berl Halperin ; Shulem Shneider (Shabtai Golan) et Tuviah Frumer. Ses membres se répartissent en deux comités, le premier chargé de recruter des hommes pour le travail forcé et composé de : Berl Halperin, Schulem Schneider et Tuviah Frumer ; et le comité d'aide aux réfugiés composé de : Shmelke Drimler, Yechiel Kuper et Avrohom Zwekman. Une unité de police juive de vingt personnes est également constituée. Bien que certaines études affirment que dès janvier 1940, les limites du ghetto de Turobin sont établies et que le fait d'en sortir est passible de mort, d'autres auteurs affirment qu'il n'y a pas eu de ghetto fermé à Turobin, permettant à certains des habitants juifs de réussir à s'échapper avant même les premières déportations.
En raison de la forte densité de population et des mauvaises conditions sanitaires, une épidémie de typhus se déclare durant l'hiver 1940, faisant 40 victimes en peu de temps. L'aide fournie par la Croix-Rouge américaine à partir de la Suisse disparait alors mystérieusement. Lorsque l'épidémie commence à se répandre en ville, le Judenrat prend des mesures drastiques. Il crée une zone d'isolement pour les malades dans le Beis Medrash (salle d'étude), sous la supervision de Leizer Shtreicher, un auxiliaire médical de la ville, assisté d'un groupe de femmes composé de : Miriam Zweken, Khana Bezis, Henye Hersh–Leyb's, Tzivia Zimmerman, Rokhel Fuks, Frimtche Milkhman et Tzipe Miriam Moishe entre autres.
Juifs dans le ghetto de Turobin avant la déportation finale

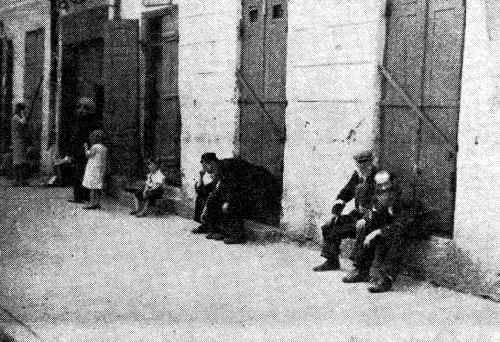
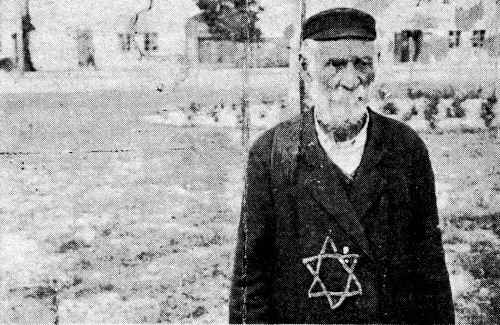

Quelques mois plus tard, en juin, les Allemands demandent 500 volontaires juifs pour le travail forcé dans un camp de travail près de Lublin, mais seulement 200 y seront finalement envoyés. Un peu plus tard, un autre groupe de travailleurs est envoyé à Zamość, où ils vont travailler pendant six mois à creuser des fossés de drainage. En 1941, un autre groupe de travailleurs de Turobin est conduit dans un camp de travail à Rava-Rouska, près de la frontière avec l'Union soviétique, où ils sont employés à creuser des fossés antichars. En mars 1941, quelque 400 à 600 Juifs de Lublin sont amenés à Turobin.
Au cours de l'été 1941, lorsque commence l'invasion allemande de l'URSS, la situation des Juifs de Turobin, comme celle des autres villes de la région, se détériore considérablement. Il leur est désormais interdit de quitter la ville sans autorisation spéciale, et la ville connaît rapidement une pénurie de nourriture. Au début de l'année 1942, les Juifs des villages environnants sont amenés à Turobin, de sorte que le nombre de personnes dans le ghetto local atteint environ 4 à 5 000 personnes.
Le 30 avril 1942 ou selon d'autres études, le 15 mai 1942, les Allemands assassinent environ 120 Juifs du ghetto de Turobin, dont une vingtaine d'enfants.
Le 17 mai, les troupes SS soutenues par les troupes ukrainiennes entrent dans Turobin. Environ 2 750 personnes sont rassemblées sur la place du marché et conduites à pied à la gare de Krasnystaw, distante d'une quarantaine de kilomètres, d'où elles ont été déportées dans des wagons vers le Centre d'extermination de Sobibór,
En octobre 1942, a lieu la liquidation définitive du ghetto de Turobin. Certaines personnes, principalement les vieux et les malades, sont abattues sur place, les quelque 2 000 personnes restantes sont emmenées à Izbica, où les Allemands procèdent à une sélection. Les personnes fortes et en bonne santé sont transférées au camp de travail forcé de Trawniki, tandis que tous les autres sont envoyés au camp d'extermination de Belzec.
En raison de la nature ouverte du ghetto de Turobin au début de la guerre, certains des habitants juifs réussirent à échapper à la déportation et trouvèrent refuge chez des amis Polonais ou se cachèrent dans les forêts environnantes. Certains rejoignent des groupes de partisans juifs et vont se battre non seulement contre les troupes allemandes mais aussi contre les bandes fascistes polonaises de l'Armia Krajowa.
La ville est libérée par l'Armée rouge le 27 juillet 1944. Le peu de Juifs ayant survécu à la Shoah, font face à une violence meurtrière des antisémites polonais. Josef Kopf et Motel Fuks, qui retournent à Turobin, sont abattus par des Polonais. La plupart des rescapés vont quitter la Pologne dans les mois qui suivent la fin de la guerre pour s'installer principalement en Israël mais aussi aux États-Unis, Argentine, Australie et Canada.
Actuellement, il n'y a plus de Juif à Turobin.

## En littérature
Turobin en tant que shtetl figure dans la nouvelle en yiddish d'Isaac Bashevis Singer Der katlen (en français: Le tueur de femmes).

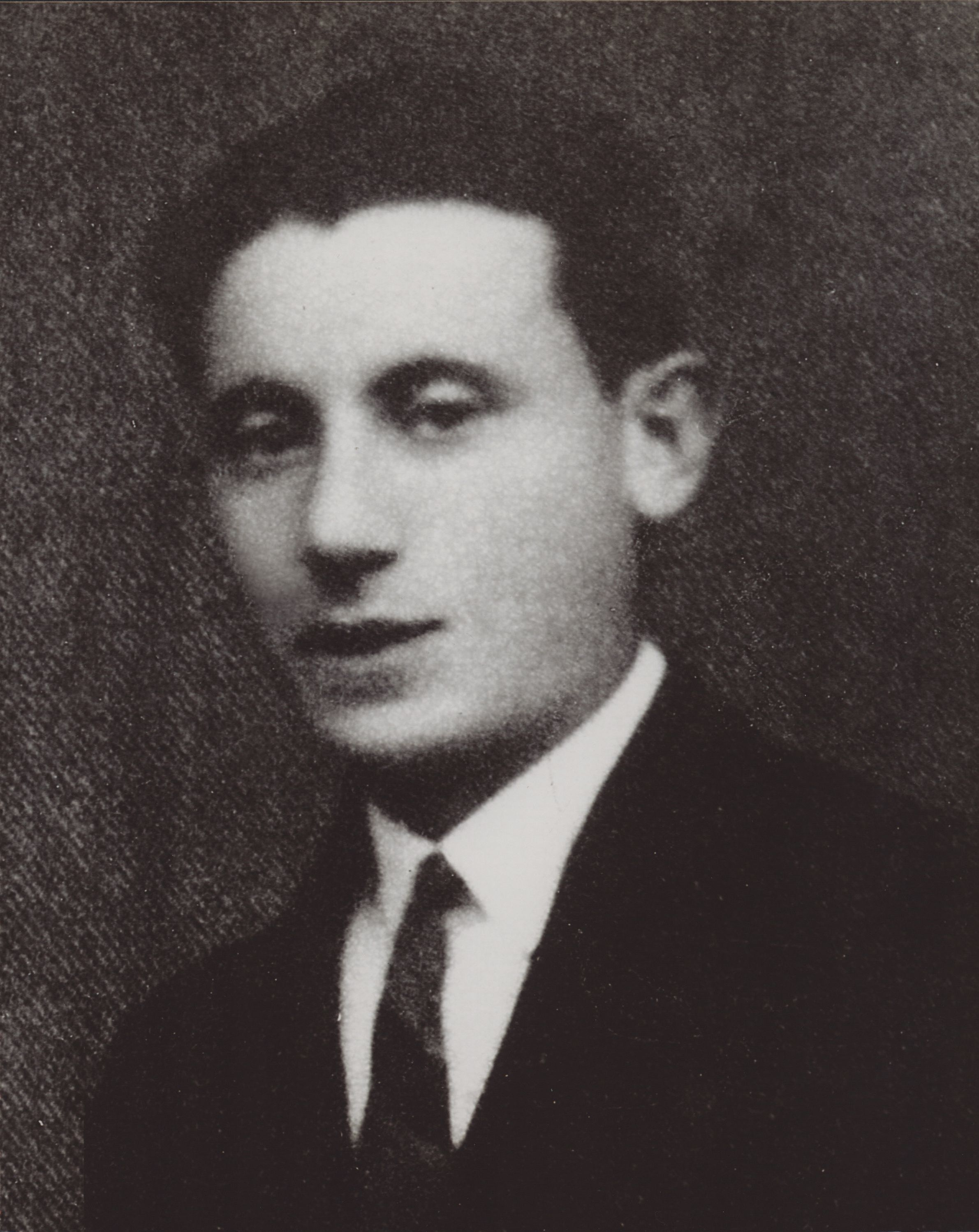
Leon Feldhendler en 1930

## Personnalités juives nées à Turobin
Léon Feldhendler (1910-1945), résistant, un des responsables de la révolte des prisonniers dans le centre d'extermination de Sobibór. Il survit à la Shoah, mais est abattu par des nationalistes polonais d'extrême droite.

## Évolution de la population juive
| Population juive à Turobin, |                       |                 |                      |
| Date                        | Population de Turobin | Nombre de Juifs | Pourcentage de Juifs |
| 1662                        | 707                   | 160             | 22,6 %               |
| 1765                        | -                     | 985             | -                    |
| 1799                        | 2 161                 | 480             | 22,2 %               |
| 1810                        | 1 963                 | 511             | 26,0 %               |
| 1820                        | 1 866                 | 501             | 26,8 %               |
| 1857                        | 2 359                 | 951             | 40,3 %               |
| 1865                        | 2 684                 | 1 201           | 44,7 %               |
| 1869                        | 2 782                 | 1 065           | 38,3 %               |
| 1883                        | 3 949                 | 1 548           | 39,2 %               |
| 1886                        | 3 942                 | 2 342           | 59,4 %               |
| 1897                        | 2 377                 | 1 509           | 63,5 %               |
| 1904                        | 3 154                 | 2 294           | 72,7 %               |
| 1921                        | 1 592                 | 956             | 60,1 %               |
| 1939                        | -                     | ~1 400          | -                    |